# Erlöserkirche (Ludwigshafen)

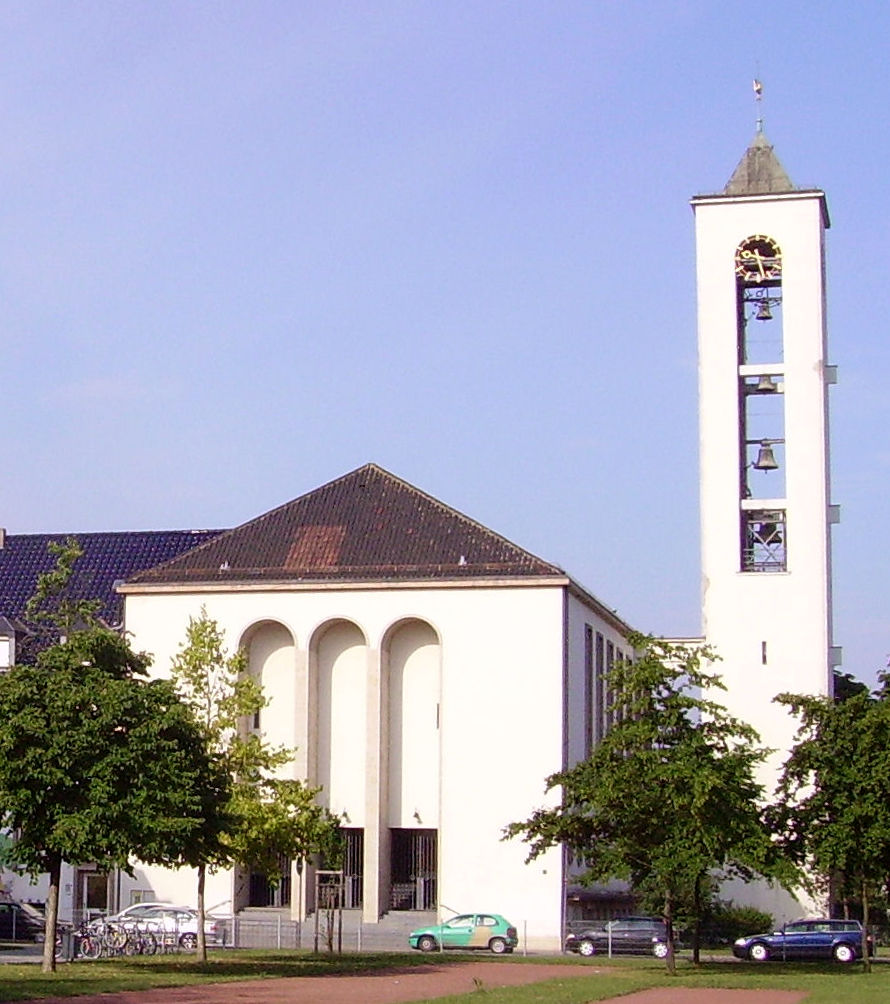
Erlöserkirche

Die Erlöserkirche (ⓘ) ist eine evangelische Kirche im Ludwigshafener Stadtteil Gartenstadt. Sie wurde 1930–1931 nach den Plänen der ortsansässigen Architekten Karl Latteyer und Otto Schittenhelm erbaut.

## Geschichte

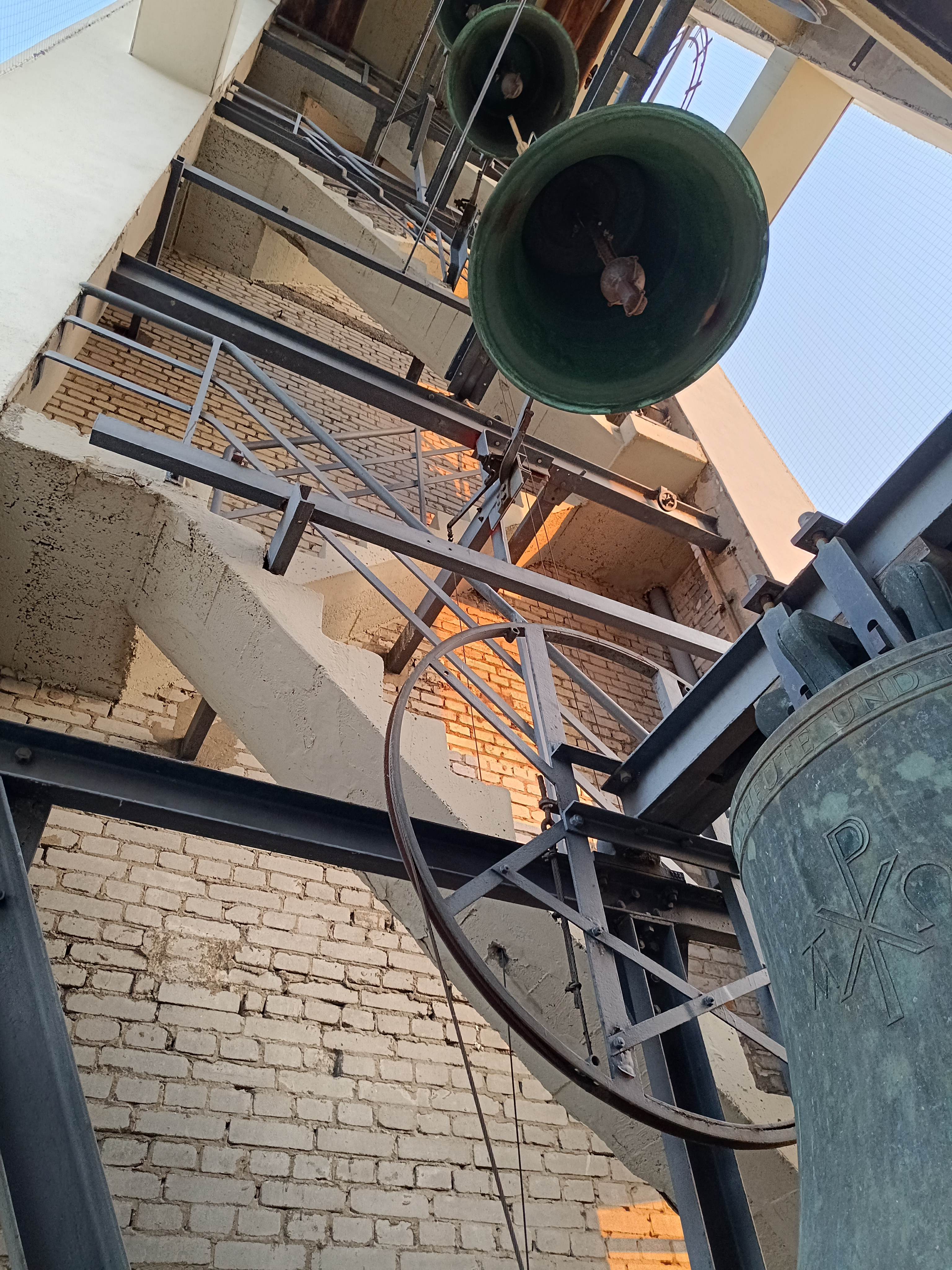
Glocken

Die 1909 gegründete Baugenossenschaft Gartenstadt eGmbH errichtete ab 1914 die ersten Häuser. Die evangelischen Einwohner wurden zunächst von der Mundenheimer Christuskirche betreut. Nach dem Ersten Weltkrieg wuchs die Bevölkerung weiter an, so dass 1922 ein eigener Seelsorgerbezirk eingerichtet wurde. 1930 wurde mit dem Bau der Kirche begonnen. Sie war integriert in eine Baugruppe, die eine Pfarrerwohnung, eine Kinderschule und ein Kinder- und Altenheim umfasste. Am 15. November 1931 konnte die Erlöserkirche eingeweiht werden.
Durch die Druckwelle der Kesselwagenexplosion in der BASF 1948 wurden die Kirchenfenster eingedrückt. Sie wurden ersetzt und der Innenraum renoviert. 1955 folgte eine Renovierung der Orgel und des Außenputzes. 1969 und 1994 fanden weitere Renovierungen statt. Im Jahr 2011 schlossen sich die drei evangelischen Gemeinden in der Gartenstadt, die Erlöser-, die Johannes- und die Trinitatis-Kirchengemeinde, zu einer Gemeinde zusammen.

## Beschreibung
Die Erlöserkirche steht im Zentrum der Gartenstadt. Der schlichte, mit einem Walmdach bedeckte Saalbau hat einen halbrunden Abschluss. Die Frontfassade ist mit drei Blendbögen gegliedert. Der 34 Meter hohe, freistehende Glockenturm ist durch Schwibbögen mit der Nordwand der Kirche verbunden.
Im Innern findet sich die erste Freskenreihe in einer evangelischen Kirche in Ludwigshafen. Den Zyklus, der Szenen aus dem Leben Jesu darstellt, gestaltete Adolf Kessler. Das Geläut besteht aus vier Bronze-Glocken von der Glockengießerei Bachert:
| Jahr | Ø (mm) | kg    | Ton  |
| ---- | ------ | ----- | ---- |
| 1962 | 1.306  | 1.323 | es1  |
| 1960 | 1.115  | 853   | ges1 |
| 1960 | 896    | 502   | b1   |
| 1960 | 765    | 306   | des2 |

## Orgel

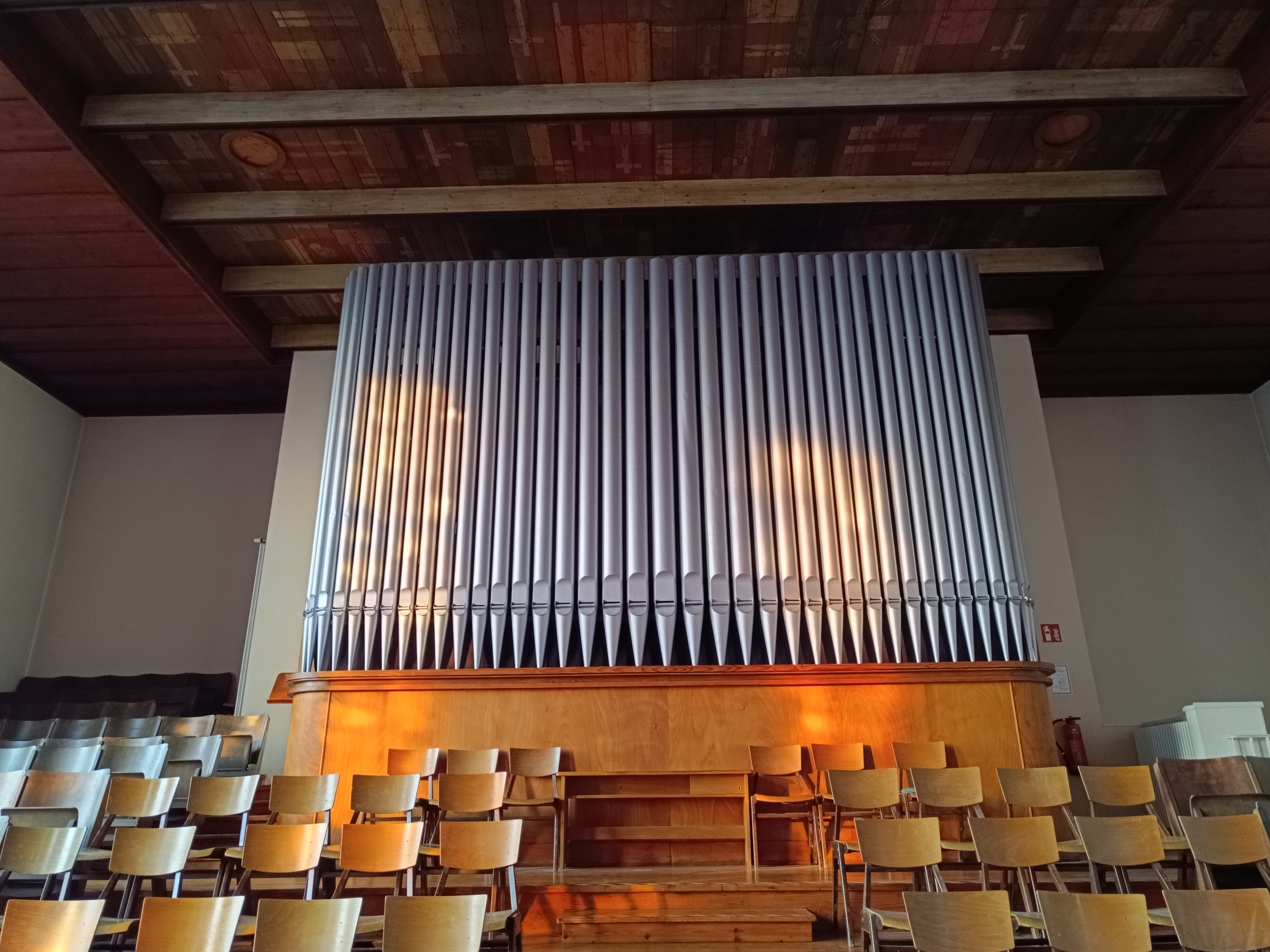
Orgel

Die Orgel der Erlöserkirche wurde 1931 von E.F. Walcker & Cie. (Ludwigsburg) mit elektropneumatischen Trakturen gebaut. Ihre Windladen sind als Taschenladen ausgeführt. Markus Graser führte 2004 Restaurierungsarbeiten durch und ergänzte die Trompete sowie das Geigenprincipal. Das Instrument verfügt heute über 29 Register auf zwei Manualen und Pedal.  Die Disposition lautet:
| I Hauptwerk C–g3 |           |     |   |
| 1.               | Bourdon   | 16′ |   |
| 2.               | Principal | 08′ |   |
| 3.               | Hohlflöte | 08′ |   |
| 4.               | Gamba     | 08′ |   |
| 5.               | Gemshorn  | 08′ |   |
| 6.               | Oktave    | 04′ |   |
| 7.               | Nachthorn | 04′ |   |
| 8.               | Oktave A  | 02′ |   |
| 9.               | Mixtur IV |     |   |
| 10.              | Trompete  | 08′ | N |

| II Schwellwerk C–g3 |                  |        |   |
| 11.                 | Lieblich Gedeckt | 16′    |   |
| 12.                 | Geigenprincipal  | 08′    | N |
| 13.                 | Gedecktflöte     | 08′    |   |
| 14.                 | Salicional       | 08′    |   |
| 15.                 | Vox Coelestis    | 08′    |   |
| 16.                 | Principal        | 04′    |   |
| 17.                 | Blockflöte       | 04′    |   |
| 18.                 | Bachflöte        | 02′    |   |
| 19.                 | Sesquialtera II  | 02 ⁄3′ |   |
| 20.                 | Cymbel III       | 01′    |   |
| 21.                 | Krummhorn        | 08′    |   |
|                     | Tremulant        |        |   |

| Pedal C–f1 |             |       |   |
| 22.        | Kontrabaß   | 16′   |   |
| 23.        | Subbaß      | 16′   |   |
| 24.        | Zartbaß     | 16′ B |   |
| 25.        | Oktavbaß    | 08′   |   |
| 26.        | Violoncello | 08′ B |   |
| 27.        | Baßflöte    | 08′ B |   |
| 28.        | Choralbaß   | 04′   |   |
| 29.        | Trompete    | 08′ B | N |

- Koppeln:
  - Normalkoppeln: II/I, I/P, II/P
  - Superoktavkoppeln: II/I, II/P, II
  - Suboktavkoppeln: II/I, II
- Spielhilfen: 2 freie Kombinationen, Feste Kombination (Tutti), Pianopedal II. Manual, Crescendowalze

Anmerkungen:
  